# مونتيفيديو سيتي توركي
مونتيفيديو سيتي توركي (بالإنجليزية: Montevideo City Torque) هو نادي كرة قدم من مونتيفيديو يشارك في الدوري الأوروغواياني الممتاز. تأسس النادي في 2007.

## اللاعبون
آخر تحديث 2 فبراير 2022.
ملاحظة: تشير الأعلام إلى المنتخب الوطني على النحو المحدد في قواعد الأهلية للفيفا. قد يحمل اللاعبون أكثر من جنسية واحدة غير تابعة للفيفا.
| الرقم | البلد      | المركز | اللاعب                                                       |
| ----- | ---------- | ------ | ------------------------------------------------------------ |
| 1     | الأوروغواي | حارس   | فرانسيسكو تيناغليني [الإنجليزية]                             |
| 2     | الأوروغواي | مدافع  | رينزو أوريويلا [الإنجليزية]                                  |
| 3     | الأوروغواي | مدافع  | خواكين بيريرا (لاعب كرة قدم [الإسبانية] (معار من بوسطن ريفر) |
| 4     | الأوروغواي | وسط    | أوكتافيو بيردومو                                             |
| 5     | الأوروغواي | وسط    | فرانكو بيتزيتشيلو [الإنجليزية]                               |
| 6     | الأوروغواي | وسط    | سانتياغو كارتاغينا (معار من ناسيونال مونتيفيديو)             |
| 7     | الأرجنتين  | مهاجم  | ناثانيل غوزمان [الإيطالية]                                   |
| 8     | الأوروغواي | وسط    | دييغو أريزميندي (قائد الفريق)                                |
| 9     | الأوروغواي | مهاجم  | سباستيان غيريرو                                              |
| 10    | الأوروغواي | وسط    | داريو بيريرا                                                 |
| 11    | الأوروغواي | وسط    | Ignacio Neira                                                |
| 13    | الأوروغواي | مهاجم  | خواكين زيبالوس                                               |
| 14    | الأوروغواي | مهاجم  | نيكولاس سيري                                                 |
| 15    | الأوروغواي | مهاجم  | Axel Pérez (معار من ناسيونال مونتيفيديو)                     |
| 16    | الأوروغواي | وسط    | José Álvarez                                                 |

| الرقم | البلد      | المركز | اللاعب                           |
| ----- | ---------- | ------ | -------------------------------- |
| 17    | الأوروغواي | وسط    | ألفارو برون (قائد الفريق)        |
| 19    | الأوروغواي | مدافع  | أغوستين بينيا                    |
| 21    | الأوروغواي | مهاجم  | Lucas Rodríguez                  |
| 22    | تشيلي      | وسط    | مارسيلو أليندي                   |
| 23    | الأوروغواي | مدافع  | Franco Maya                      |
| 24    | الأوروغواي | حارس   | Francisco Coirolo                |
| 25    | الأرجنتين  | مهاجم  | باوتيستا سيخاس                   |
| 27    | الأوروغواي | مدافع  | Andrew Teuten                    |
| 28    | الأوروغواي | وسط    | Franco Catarozzi                 |
| 30    | الأوروغواي | وسط    | نيكولاس ميليسي                   |
| 37    | كولومبيا   | مهاجم  | Luis Caicedo                     |
| 40    | الأوروغواي | وسط    | Matías Cabrera                   |
| 55    | الأوروغواي | حارس   | Gastón Guruceaga ‏                |
|       | الأوروغواي | مدافع  | ماتياس سواريز (معار من مونبلييه) |

### المعارون
ملاحظة: تشير الأعلام إلى المنتخب الوطني على النحو المحدد في قواعد الأهلية للفيفا. قد يحمل اللاعبون أكثر من جنسية واحدة غير تابعة للفيفا.
| الرقم | البلد      | المركز | اللاعب                                          |
| ----- | ---------- | ------ | ----------------------------------------------- |
|       | الأوروغواي | حارس   | Cristopher Fiermarin (معار إلى لوميل يونايتد)   |
|       | الأرجنتين  | مدافع  | Gabriel Chocobar (معار إلى نادي ليفربول)        |
|       | الأرجنتين  | مدافع  | Nicolás Digiano (معار إلى Villa Española ‏)      |
|       | الأرجنتين  | وسط    | Tiago Palacios (معار إلى Platense [الإنجليزية]) |

| الرقم | البلد      | المركز | اللاعب                                              |
| ----- | ---------- | ------ | --------------------------------------------------- |
|       | الأوروغواي | وسط    | سانتياغو رودريغيز (معار إلى نيويورك سيتي)           |
|       | الأوروغواي | وسط    | ماتياس سانتوس (معار إلى أونيفرسيداد دي كونسيبسيون ‏) |
|       | الأوروغواي | مهاجم  | Matías Cóccaro (معار إلى هوراكان)                   |